# Carl Ludolf Bernhard von Arnim
Carl Ludolf Bernhard von Arnim (* 12. Oktober 1753 im Herrenhaus Gerswalde in Gerswalde; † 22. November 1828 ebenda) war ein preußischer Regierungspräsident.

## Leben

### Familie
Carl Ludolf Bernhard von Arnim entstammte dem märkischen Adelsgeschlecht Arnim und war der Sohn von Christof Otto von Arnim (* 26. Februar 1706 in Gerswalde; † 5. Mai 1769 ebenda), preußischer Hauptmann und Erbherr auf Gerswalde und dessen erster Ehefrau Beate Veronika (* 3. Dezember 1733 in Zützen; † 4. März 1759 in Gerswalde), Tochter von Hans Sigmund von Bredow (* 1. Oktober 1682 in Pinnow; † 29. Dezember 1736 in Zützen).
In zweiter Ehe war sein Vater mit Anna Lukretia (geb. von Arras) († 24. November 1763 in Gerswalde) verheiratet; gemeinsam hatten sie eine Tochter. In dritter Ehe heiratete er Beate Christiane (* 18. März 1728 in Gollmitz; † 6. Mai 1800 in Berlin), Tochter von Richard von Arnim (1685–1761); die Ehe blieb kinderlos.
Er hatte noch vier leibliche Geschwister:
- Otto Erdmann Sigismund Christoph (* 1751; † 1811), Leutnant im Regiment von Arnim, lebte 1802 als Mitbesitzer auf Gerswalde und war zuletzt preußischer Hauptmann;
- Charlotte Sophie Beate von Arnim (* 5. Juli 1752 in Gerswalde; 2. März 1837 in Polzin)[4], verheiratet in erster Ehe mit Joachim Friedrich Wilhelm von Versen (* 1. Juni 1750; † 16. April 1811); preußischer Hauptmann, Herr auf Pobanz und Steinbusch. In zweiter Ehe heiratete sie Hans Heinrich von Bredow (* 8. Oktober 1736; † 6. Januar 1807);
- Friedrich Ludwig Wilhelm von Arnim (* 26. November 1754 in Gerswalde; † 5. Juni 1800 in Jagow), verheiratet mit Wilhelmine Sophie (geb. von Enckevort) (* 8. Juni 1766 in Stettin; † 11. Januar 1814 in Berlin);
- Hans Heinrich Ludwig von Arnim (* 6. Dezember 1756 in Gerswalde; † 23. Februar 1812 auf dem Schloss Blücherhof), verheiratet mit Oelgard Elisabeth von Blücher (* 4. Oktober 1771 in Fincken;  † 6. April 1839 in Blücherhof);
- Eleonore Louise Sophie von Arnim (* 1759; † 21. April 1801 in Stargard), verheiratet mit Caspar Heinrich Friedrich von Mellenthin (* 3. März 1754 in Woltersdorf; † 13. April 1826 in Stargard).

Seine Halbschwester war:
- Lucretia Hedwig Ottilina von Arnim (* 13. November 1763 in Gerswalde; 5. Mai 1788 in Groß Sperrenwalde), verheiratet mit Georg Friedrich Dettlof von Arnim (* 5. August 1737 in Gollmitz; † 1. Dezember 1804 in Groß Sperrenwalde).

Am 11. Juli 1782 heiratete er in erster Ehe Dorothea Friederike (1755–1816), eine Tochter des Stettiner Regierungspräsidenten Gustav Heinrich von Enckevort; gemeinsam hatten sie mehrere Kinder, von diesen sind namentlich bekannt:
- Otto von Arnim (* 13. August 1785 in Minden; † 29. April 1820 in Meißen bei Minden)[5], Landrat im Kreis Minden seit 1817; verheiratet mit Charlotte Justine (* 13. Dezember 1787; † 5. Dezember 1864), Tochter des Superintendenten Karl Ludwig Delius (1750–1810)[6];
- Friedrich Wilhelm Carl I. von Arnim (* 21. August 1786 in Minden; † 3. Mai 1852 in Gerswalde), Polizeipräsident von Berlin und verheiratet mit Wilhelmine Sophie Charlotte (* 1. Januar 1783 in Lippehne; † 2. März 1842 in Berlin), Tochter von Friedrich Ludwig Wilhelm von Arnim (1754–1800);
- Carl Friedrich Julius von Arnim (* 31. Juli 1787 in Minden; † 24. September 1863 in Prenzlau), verheiratet mit Juliane Ludowika Flora (* 6. Mai 1800 in Lütgendorf; † 30. Januar 1860 in Wilsickow), Tochter von Hans Heinrich Ludwig von Arnim (1756–1812).

In zweiter Ehe war er seit dem 24. Januar 1817 mit Johanna Sophie (geb. Georges) (* 4. November 1788 in Belgard; † 3. März 1865 in Berlin) verheiratet.

### Werdegang
Carl Ludolf Bernhard von Arnim erhielt bis zum Tod seines Vaters Privatunterricht im Elternhaus und besuchte dann von 1769 bis Oktober 1772 das Joachimsthalsche Gymnasium in Berlin. 
Am 23. Oktober 1772 immatrikulierte er sich an der Universität Halle zu einem Studium der Rechtswissenschaften; im Anschluss daran besuchte er noch für drei Jahre bis Ostern 1777 die Universität Frankfurt an der Oder.
Am 13. März 1777 bewarb er sich als Referendar beim Berliner Kammergericht und wurde, aufgrund seines mäßigem Ergebnis der ersten Prüfung, vorerst als Auskultator eingestellt. Mit einem Reskript des Großkanzlers Maximilian von Fürst und Kupferberg vom 5. Juni 1777 wurde er als Referendar bestätigt. Er beantragte am 13. November 1780 die Zulassung zum Großen Examen und bestand dieses am 17. Juli 1781. Seit dem 16. Dezember 1781 war er Assistenzrat beim Berliner Kammergericht. 
Im Februar 1782 schlug er das Amt als Direktor des Uckermärkischen Obergerichtes aus.
Am 21. April 1783 wurde er zum Regierungsrat in Magdeburg ernannt und seit dem 31. Dezember 1784 war er Geheimrat und, als Nachfolger von Aemilius Hans Albrecht Carl von Foerder (1754–1790), Präsident der Regierung der preußischen Verwaltungseinheit Minden-Ravensberg mit Sitz in Minden. Im August 1807 reichte er seinen Abschied ein und zog sich auf sein Gut Gerswalde zurück.
Gemeinsam mit seiner Schwester Charlotte Sophie Beate begründete er eine Familienstiftung, deren Beurkundung am 5. August 1823 durch König Friedrich Wilhelm III. unterzeichnet wurde; diese Stiftung diente für in Not geratene Familienmitglieder.